# Gavalou
Gavalou  este un oraș în Grecia în prefectura Aetolia-Acarnania.